# Hakata (Ehime)
El pueblo de Hakata (伯方町 Hakata-chō?) fue un pueblo del distrito de Ochi en la región de Toyo (東予地方 Tōyo-chihō?) de la prefectura de Ehime.

## Características
Estaba conformada por la isla Hakata, limitando con los pueblos de Kamiura y Miyakubo (ambos del distrito de Ochi y actualmente parte de la ciudad de Imabari) y el pueblo de Kamijima, todas de la prefectura de Ehime; además limitaba con el pueblo de Setoda (瀬戸田町 Setoda-chō?) del distrito de Toyota (豊田郡 Toyota-gun?) que en la actualidad es parte de la ciudad de Onomichi (尾道市 Onomichi-shi?) en la prefectura de Hiroshima.

## Accesos
Es la segunda isla desde la cabecera de la prefectura de Ehime atravesada por la autovía de Nishiseto y que conecta las ciudades de Imabari y Onomichi. La isla cuenta con el intercambiador Hakatajima (伯方島インターチェンジ Hakatajima Intāchenji?). La ruta nacional 317 corre casi en paralelo con la autovía de Nishiseto.
Cuenta con servicios regulares de autobús y ferry.

## Historia
- 1955: El pueblo de Hakata absorbe la villa de Nishihakata (la otra localidad de la isla).
- 1979: Se inaugura el puente de Oomishima.
- 1988: Se inaugura el gran puente Hakata-Ooshima.
- 2005: El 16 de enero es absorbida junto a otras diez localidades por la ciudad de Imabari.